# Aleksandr Maléyev
Aleksandr Maléyev (Vorónezh, Rusia, 7 de julio de 1947 - 3 de junio de 2023) es un gimnasta artístico ruso, que compitió representado a la Unión Soviética consiguiendo ser subcampeón olímpico en 1972 en el concurso por equipos.

## 1972
En los JJ. OO. celebrados en Múnich consigue la plata en el concurso por equipos, tras Japón y por delante de Alemania del Este, siendo sus compañeros de equipo: Nikolái Andrianov, Víktor Klimenko, Edvard Mikaelian, Vladímir Schukin y Mijaíl Voronin.